# Asteroporpa koyoae
Asteroporpa koyoae is een slangster uit de familie Gorgonocephalidae.
De wetenschappelijke naam van de soort werd in 2011 gepubliceerd door Okanishi & Fujita.